# Lara Arruabarrena Vecino
Lara Arruabarrena Vecino (Tolosa, Espanya, 20 de març de 1992) és una tennista basca retirada.
En el seu palmarès consten dos títols individuals i vuit en dobles femenins del circuit WTA. Aquests resultats li van permetre arribar al 52è i al 28è llocs dels rànquings respectius.
A principis de 2012 va guanyar el seu primer títol individual al circuit WTA a Bogotà. Es va retirar a l'agost de 2022 després de no jugar cap partit des de la fase prèvia l'Open d'Austràlia de principi de temporada.

## Biografia
Filla de Blanca i Juan Arruabarrena, té una germana més petita. Va començar a jugar a tennis amb vuit anys junt a una amiga i quan va començar a entrenar seriosament, es va traslladar a Barcelona per treballar amb la federació espanyola de tennis.

## Carrera esportiva
La temporada 2012 va aconseguir el primer èxit de la seva carrera guanyant el torneig de Bogotà, on derrotà a Alexandra Panova en la final malgrat estar situada en la posició 174 del rànquing femení individual. Aquesta victòria li va permetre entrar al quadre principal d'alguns torneigs més però no va passar de primera ronda en cap. Per primera vegada va entrar directament al quadre d'un torneig Grand Slam, però va caure davant Ana Ivanovic a Roland Garros.

## Palmarès

### Individual: 4 (2−2)
| Llegenda                                  |
| ----------------------------------------- |
| Grand Slam (0−0)                          |
| WTA Tour Championships / WTA Finals (0−0) |
| Premier Mandatory (0−0)                   |
| Premier 5 (0−0)                           |
| Premier (0−0)                             |
| International (2−2)                       |

| Títols per superfície |
| --------------------- |
| Dura (1−0)            |
| Gespa (0−0)           |
| Terra batuda (1−2)    |

| Resultat   | Núm. | Data                   | Torneig             | Superfície   | Oponent             | Marcador      |
| ---------- | ---- | ---------------------- | ------------------- | ------------ | ------------------- | ------------- |
| Guanyadora | 1.   | 19 de febrer de 2012   | Bogotà, Colòmbia    | Terra batuda | Alexandra Panova    | 6−2, 7−5      |
| Guanyadora | 2.   | 25 de setembre de 2016 | Seül, Corea del Sud | Dura         | Monica Niculescu    | 6−0, 2−6, 6−0 |
| Finalista  | 1.   | 15 d'abril de 2017     | Bogotà              | Terra batuda | Francesca Schiavone | 4−6, 5−7      |
| Finalista  | 2.   | 15 d'abril de 2018     | Bogotà (2)          | Terra batuda | A.K. Schmiedlova    | 2−6, 4−6      |

### Dobles femenins: 14 (8−6)
| Llegenda                                  |
| ----------------------------------------- |
| Grand Slam (0−0)                          |
| WTA Tour Championships / WTA Finals (0−0) |
| Premier Mandatory (0−0)                   |
| Premier 5 (0−0)                           |
| Premier (0−0)                             |
| International (8−6)                       |

| Títols per superfície |
| --------------------- |
| Dura (4−3)            |
| Gespa (0−0)           |
| Terra batuda (4−3)    |

| Resultat   | Núm. | Data                   | Torneig                     | Superfície       | Parella                 | Oponents                           | Marcador             |
| ---------- | ---- | ---------------------- | --------------------------- | ---------------- | ----------------------- | ---------------------------------- | -------------------- |
| Guanyadora | 1.   | 14 d'abril de 2013     | Katowice, Polònia           | Terra batuda (i) | Lourdes Domínguez Lino  | Raluca Olaru Valéria Soloviova     | 6−4, 7−5             |
| Guanyadora | 2.   | 12 d'abril de 2014     | Bogotà, Colòmbia            | Terra batuda     | Caroline Garcia         | Vania King Chanelle Scheepers      | 7−6(5), 6−4          |
| Guanyadora | 3.   | 21 de setembre de 2014 | Seül, Corea del Sud         | Dura             | Irina-Camelia Begu      | Mona Barthel Mandy Minella         | 6−3, 6−3             |
| Finalista  | 1.   | 12 d'octubre de 2014   | Osaka, Japó                 | Dura             | Tatjana Malek           | Shuko Aoyama Renata Voráčová       | 1−6, 2−6             |
| Guanyadora | 4.   | 28 de febrer de 2015   | Acapulco, Mèxic             | Dura             | María Teresa Torró Flor | Andrea Hlaváčková Lucie Hradecká   | 7−6(2), 5−7, [13−11] |
| Finalista  | 2.   | 23 de maig de 2015     | Nuremberg, Alemanya         | Terra batuda     | Raluca Olaru            | Chan Hao-ching A. Medina Garrigues | 4−6, 6−7(5)          |
| Finalista  | 3.   | 26 de juliol de 2015   | Bad Gastein, Àustria        | Terra batuda     | Lucie Hradecká          | Danka Kovinić Stephanie Vogt       | 6−4, 4−6, [3−10]     |
| Finalista  | 4.   | 8 d'agost de 2015      | Washington DC, Estats Units | Dura             | Andreja Klepač          | Belinda Bencic Kristina Mladenovic | 5−7, 6−7(7)          |
| Guanyadora | 5.   | 27 de setembre de 2015 | Seül (2)                    | Dura             | Andreja Klepač          | Kiki Bertens Johanna Larsson       | 2−6, 6−3, [10−6]     |
| Finalista  | 5.   | 18 d'octubre de 2015   | Hong Kong, Xina             | Dura             | Andreja Klepač          | Alizé Cornet Yaroslava Shvedova    | 5−7, 4−6             |
| Guanyadora | 6.   | 17 d'abril de 2016     | Bogotà (2)                  | Terra batuda     | Tatjana Maria           | Gabriela Cé Andrea Gámiz           | 6−2, 4−6, [10−8]     |
| Guanyadora | 7.   | 17 de juliol de 2016   | Gstaad, Suïssa              | Terra batuda     | Xenia Knoll             | Annika Beck Evgeniya Rodina        | 6−1, 3−6, [10−8]     |
| Finalista  | 6.   | 22 de juliol de 2018   | Gstaad                      | Terra batuda     | Timea Bacsinszky        | Alexa Guarachi Desirae Krawczyk    | 6−4, 4−6, [6−10]     |
| Guanyadora | 8.   | 22 de setembre de 2019 | Seül (3)                    | Dura             | Tatjana Maria           | Hayley Carter Luisa Stefani        | 7−6(7), 3−6, [10−7]  |

## Trajectòria

### Individual
| Open d'Austràlia | A   | A   | 1R   | 1R    | 2R    | 2R    | 1R    | 2R    | 1R   | Q3  | Q1  | Q1  | 0 / 7    | 3 – 7    |
| Roland Garros | A   | 1R  | A    | Q1    | 1R    | 1R    | 1R    | 2R    | A    | Q1  | 1R  | A   | 0 / 6    | 1 – 6    |
| Wimbledon | A   | A   | 1R   | Q1    | 1R    | 1R    | 1R    | 2R    | A    | NC  | Q1  | A   | 0 / 5    | 3 – 5    |
| US Open | A   | 2R  | 1R   | Q3    | 1R    | 1R    | 1R    | 2R    | Q2   | A   | Q2  | A   | 0 / 6    | 2 – 6    |
| Total Victòries−Derrotes                                                                                                   | 3−2 | 8−7 | 8−11 | 10−11 | 15−17 | 16−16 | 14−21 | 13−21 | 8−12 | 0−1 | 3−5 | 0−0 | 98 – 124 | 98 – 124 |
| Rànquing a final d'any | 167 | 79  | 102  | 88    | 86    | 66    | 86    | 82    | 157  | 164 | 219 | –   |          |          |
| Llegenda: G: Guanyadora; F: Finalista; SF: Semifinalista; QF: Quarts de final; Q: Qualificació; A: Absent; RR: Round Robin |     |     |      |       |       |       |       |       |      |     |     |     |          |          |

### Dobles femenins
| Open d'Austràlia | 1R  | A  | 2R | 1R | 1R | 2R | 1R | 3R | 1R | 0 / 8     | 4 – 8     |
| Roland Garros | A   | A  | 2R | 1R | 1R | QF | A  | 1R | 2R | 0 / 6     | 5 – 6     |
| Wimbledon | 1R  | A  | 2R | 1R | 2R | 2R | A  | NC | 1R | 0 / 6     | 3 – 6     |
| US Open | A   | A  | QF | 2R | 2R | 1R | 1R | A  | A  | 0 / 5     | 5 – 5     |
| Rànquing a final d'any | 106 | 64 | 31 | 61 | 78 | 39 | 52 | 83 |    | 179 – 137 | 179 – 137 |
| Llegenda: G: Guanyadora; F: Finalista; SF: Semifinalista; QF: Quarts de final; Q: Qualificació; A: Absent; RR: Round Robin |     |    |    |    |    |    |    |    |    |           |           |